# Нарвская (железнодорожная станция)
Нарвская — грузовая железнодорожная станция в Санкт-Петербурге. Относится к Витебскому региону Октябрьской железной дороги (ОЖД).
Выполняет функцию промежуточной станции между «северной» и «южной» «портовыми ветвями» железнодорожного узла Санкт-Петербурга. Открыта в 1936 году. До этого существовала в виде путевого поста Пост №2  Морской ветви.
Расположена в промзоне в районе Автово и примыкает к территории Автовской ТЭЦ, куда ведут отдельные подъездные пути, проходящие вдоль находящегося на территории ТЭЦ Южного воинского кладбища. Станция протянута с севера на юг параллельно 
идущему от Балтийского вокзала магистральному ходу, на котором вблизи находится грузопассажирская станция Броневая (по автомобильной дороге с ней станцию Нарвская соединяет Броневая улица).
С севера станция Нарвская соединяется с перпендикулярной «северной портовой ветвью» (она же Путиловская ветвь): в западном направлении идут пути на конечные станции Новый Порт (грузовой терминал на Гутуевском острове) и Пущино (внутренняя станция Кировского завода). Пути в этом направлении пересекают улицу Маршала Говорова и проспект Стачек по путепроводам, история которых восходит к 1870-м годам, и идут параллельно двум массивным эстакадам ЗСД.
В восточном направлении от северной горловины станции Нарвская Путиловская ветвь переходит в территорию станции Корпусный Пост: в этом месте находится развязка железнодорожных путей, соединяющая ветвь с «балтийским ходом» — станциями Санкт-Петербург-Балтийский и Броневая. Далее по ходу Путиловской ветви находится ещё один исторический путепровод над Московским проспектом: современное сооружение датируется 1954—1955 годами (архитектор этого моста и моста над пр. Стачек — В. Д. Кирхоглани); далее следует станция Цветочная. Данная развязка ранее выполняла также функции соединения с параллельной Варшавской железной дорогой, которая в настоящее время разобрана.
Южная часть станции Нарвская через два железнодорожных переезда на Краснопутиловской улице переходит в «южную портовую ветвь»: в западном направлении ветвь ведёт к близлежащей грузовой станции Автово, следом за которой находятся многочисленные терминалы южной части петербургского порта. Строго на юг от южной горловины станции Нарвская находится электродепо Автово, которое имеет соединение со станцией Автово. Юго-восточное ответвление от станции Нарвская ведёт к соединению с «балтийским ходом» у близлежащей платформы Ленинский Проспект, после которой направления снова раздваиваются: далее на юго-восток расположена станция Предпортовая, на юго-запад — платформа Дачное.

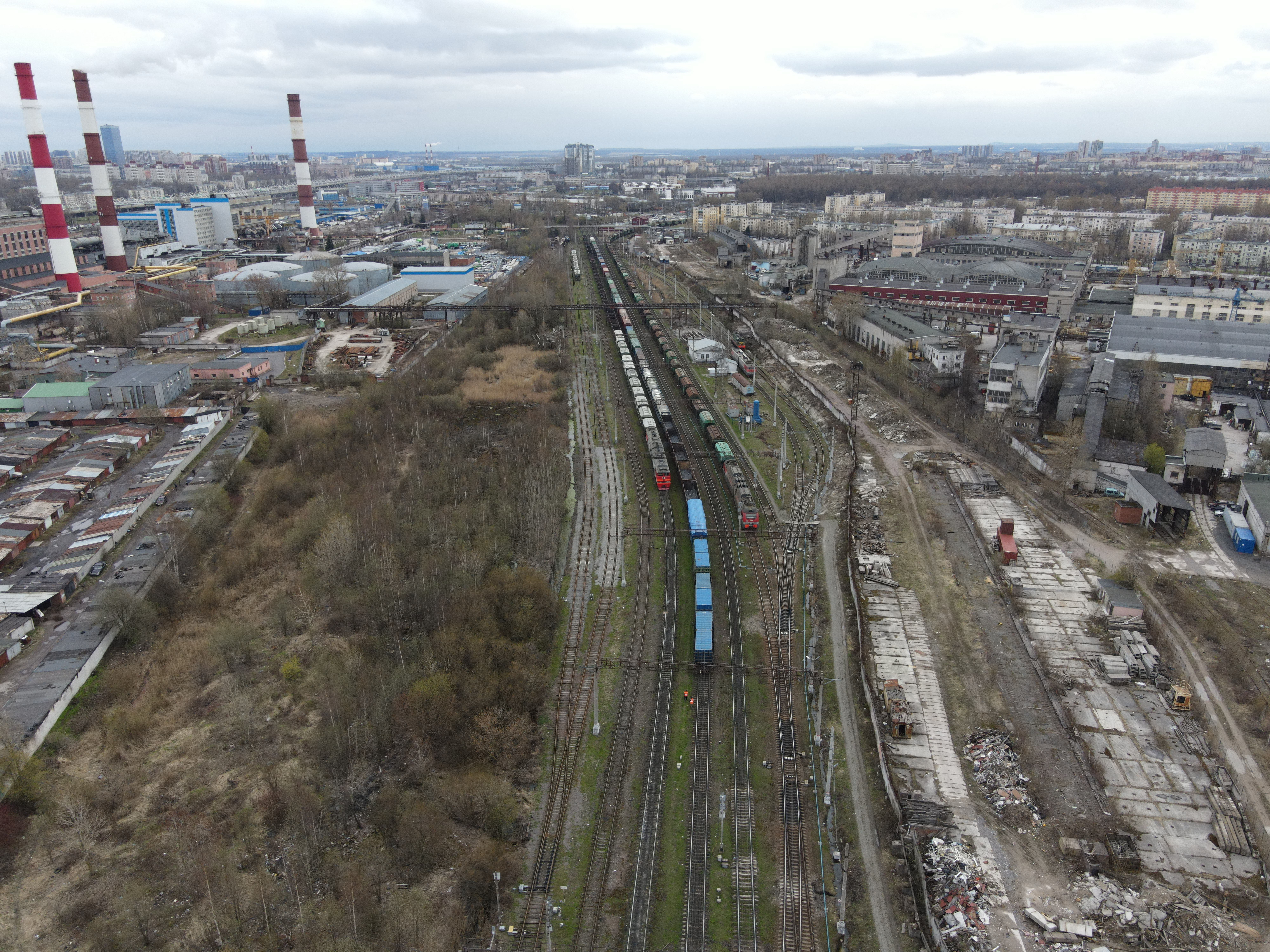
Общий вид с воздуха